# William Strickland (1er baronnet)
Pour les articles homonymes, voir William Strickland (homonymie) et Strickland.
William Strickland, 1er baronnet (c. 1596 - 12 juillet 1673) est un député anglais qui soutient la cause parlementaire pendant la guerre civile anglaise.

## Biographie

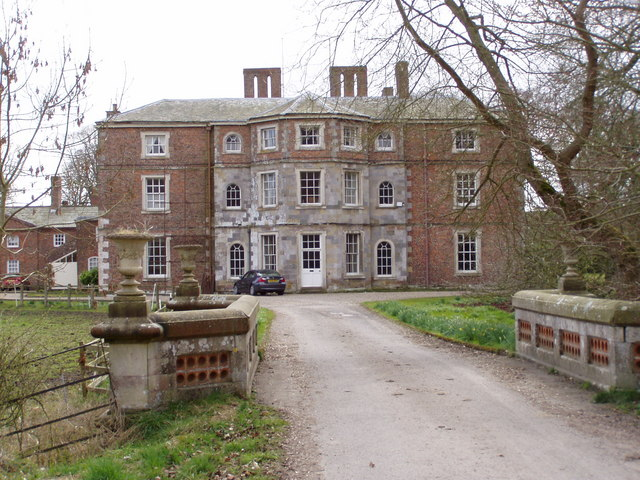
Boynton Hall aujourd'hui - siège des baronnets de Strickland

William Strickland est le fils aîné de Walter Strickland de Boynton, dans le Yorkshire de l'Est, héritant de ses domaines, dont Boynton Hall, à sa mort en 1636. Il fait ses études au Queens' College de Cambridge et ensuite à Gray's Inn  bien qu'il ne semble pas s'être qualifié comme avocat.
Il est anobli en 1630 et en 1640 est élu au Parlement comme député pour Hedon. Au départ, il semble avoir été un ami et un partisan de Thomas Wentworth, 1er comte de Strafford, à qui il est apparenté de loin (la mère de Strickland est une Wentworth), bien qu'il ne soit pas l'un des députés répertoriés comme votant contre la mise hors la loi de Strafford. Strickland est un puritain strict et, après la mort de Strafford, il se dirige fermement vers la cause parlementaire, bien que le roi le crée baronnet le 29 juillet 1641, espérant peut-être l'inciter à soutenir la Couronne.
Strickland siège pour Hedon tout au long du Long Parlement, adoptant une ligne dure en faveur du Commonwealth et plus tard de Cromwell. Un pamphlétaire de l'opposition le décrit comme "pour réinstaller le Protecteur dans toutes ces choses pour lesquelles le roi a été retranché". Il parle également fréquemment en faveur de la punition de James Naylor. Après l'expulsion du Parlement croupion, il n'est pas au Parlement de Barebone, mais est élu pour les Parlements du Protectorat comme l'un des quatre députés de l'East Riding en 1654 et 1656 . Il est ensuite convoqué à la Chambre des pairs de Cromwell en tant que Lord Strickland. Son jeune frère, Walter Strickland, est également membre et occupe un certain nombre d'autres postes de direction pendant le Commonwealth. Strickland siège au Long Parlement restauré en 1659, mais n'a apparemment pris aucune part à ses travaux et (contrairement à son frère) semble s'être entièrement retiré des affaires publiques après la Restauration, et n'est pas inquiété par les autorités.
De 1642 à 1646, Strickland est Custos Rotulorum de l'East Riding of Yorkshire.
Il se marie deux fois - le 18 juin 1622 avec Margaret, fille de Richard Cholmley de Whitby ; et, après la mort de sa première femme en 1629 à Frances Finch, fille de Thomas Finch (2e comte de Winchilsea). Il a quatre filles de son premier mariage, et un fils, Thomas Strickland (2e baronnet), de son second, qui lui succède comme baronnet.

## Sources
- Dictionnaire de biographie nationale
- J Foster, Pedigrees des familles du comté du Yorkshire (1874)
- Histoire du comté de Victoria de l'East Riding of Yorkshire